# Sonnega
Sonnega (Stellingwerfs: Sunnege, Fries: Sonnegea) is een dorp in de gemeente Weststellingwerf, in de Nederlandse provincie Friesland. In 2023 telde het 240 inwoners.
De dorpskern vormt samen met Oldetrijne, een lang lint van bebouwing in het westelijke verlengde van Wolvega. Het wordt zo ook tweelingdorp genoemd. In 1399 wordt de plaats vermeld als Sonnegae, in 1408 als Conego en in 1509 als Sonega.  Er wordt ook wel gedacht dat met het in 1320 genoemde Ostrinde het huidige Sonnega werd bedoeld. De plaatsnaam verwijst naar het feit dat het een dorpsgebied (ga) was van ene of de familie Sonne.

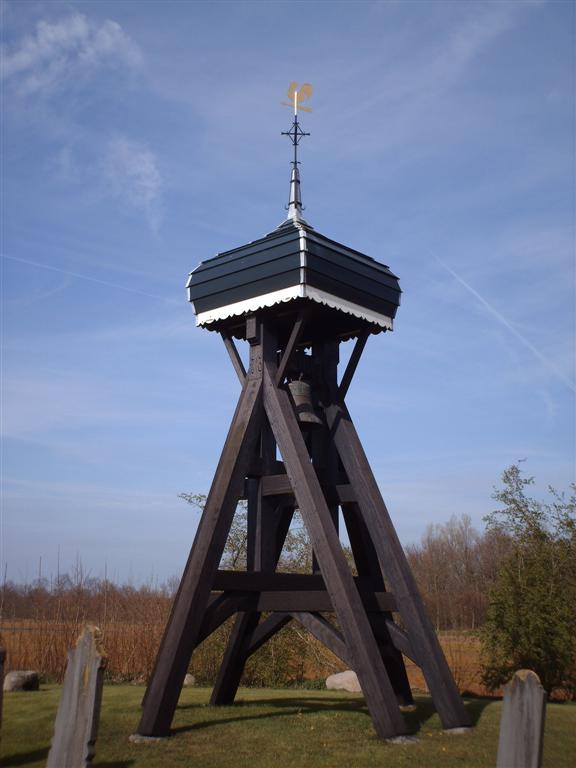
Klokkenstoel

In Sonnega heeft een kerk gestaan, maar die is voor 1840 al afgebroken, waarna de kerkklok in een klokkenstoel werd gehangen.
In 1840 had het dorp 198 inwoners.